# آنری دوئه
آنری دوئه (فرانسوی: Henri Duez‎؛ زادهٔ ۱۸ دسامبر ۱۹۳۷ – درگذشتهٔ ۶ مارس ۲۰۲۵) دوچرخه‌سوار اهل فرانسه بود.
آنری دوئه در ۶ مارس ۲۰۲۵، در سن ۸۷ سالگی درگذشت.
از باشگاه‌هایی که در آن رکاب زده‌است می‌توان به تیم دوچرخه‌سواری پژو اشاره کرد.